# Палужье
Па́лужье (во многих источниках  указано старое (возможно ошибочное) название  села «Полужье») — село в Выгоничском районе Брянской области, в составе Скрябинского сельского поселения. Расположено в 10 км к северо-востоку от пгт Выгоничи, на шоссе М13 Брянск—Гомель, на правом берегу Десны. Население — 379 человек (2010 год).
Вблизи села находится городище раннего железного века.
В 5 км к юго-востоку от села — железнодорожная станция Полужье на линии Брянск—Гомель (посёлок Хутор-Бор).

## История
Упоминается с начала XVII века как существующее село с храмом Преображения Господня (не сохранился). Бывшее владение Похвисневых, Козловских, Безобразовых; позднее Похвисневых, Тютчевых, Ивановых, Е. Ф. Хрипковой.
Первоначально входило в состав Подгородного стана Брянского уезда; с последней четверти XVIII века до 1922 года в Трубчевском уезде (с 1861 — в составе Красносельской волости, с 1910 в Кокинской волости). В 1894 году была открыта церковно-приходская школа.
В 1922—1929 — в Выгоничской волости Бежицкого уезда; с 1929 в Выгоничском районе, а в период его временного расформирования (1932—1939, 1963—1977) — в Брянском районе.
До 1930-х гг. — центр Палужского сельсовета; затем до 1980 года — в Кокинском сельсовете.